# Gara Docăneasa, Vaslui
Gara Docăneasa este un sat în comuna Vinderei din județul Vaslui, Moldova, România. Se află în partea de sud a județului,  în Dealurile Fălciului. La recensământul din 2002 avea o populație de 146 locuitori.
 Acest articol despre o localitate din județul Vaslui este deocamdată un ciot. Puteți ajuta Wikipedia prin completarea lui.